# Sedma (karetní hra)

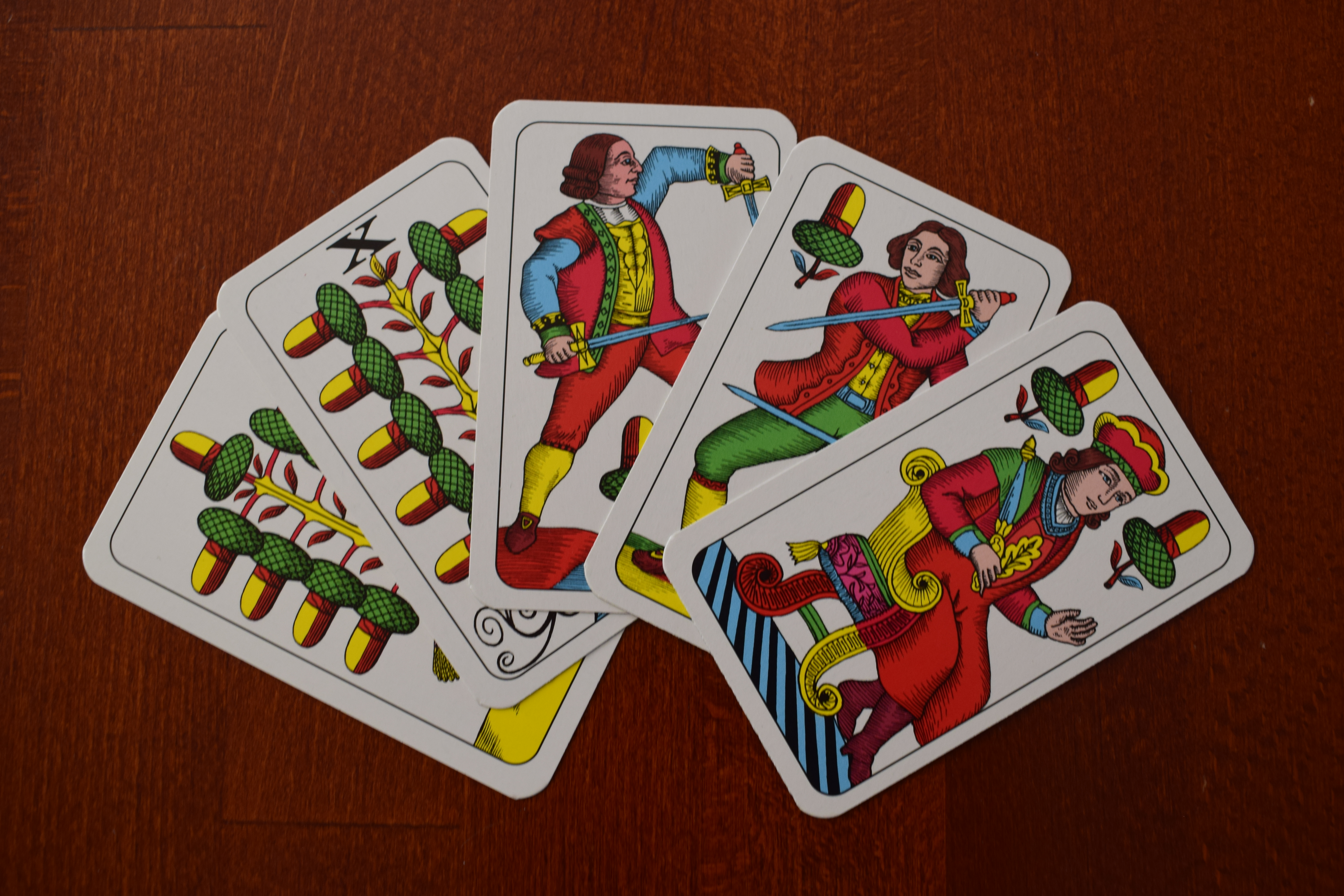
Mariášové karty používané při hře

Sedma (známá také jako Červená sedma) je karetní hra pro 2–4 hráče. Hraje se s balíčkem 32 mariášových karet. Jedná se o jednoduchou zdvihovou karetní hru, která může být průpravou pro složitější hry podobného typu, jakými jsou lízaný nebo volený mariáš.

## Hodnoty karet
Nejhodnotnějšími kartami v této hře jsou sedmy, které přebíjejí ostatní karty. Esa a desítky mají hodnotu deset bodů každá. Pokud hrají 3 hráči, odstraní se před hrou z balíčku 2 nebodované karty (zpravidla osmička a devítka). Hráč, který dostane červeného krále, hraje sám (přičemž je držení červeného krále rozumné zatajit nejdéle, jak je to jen možné), zbylí dva hrají spolu a na konci se jim sčítají body. Ve hře tří hráčů platí červený král zároveň jako sedma. Barvy karet ani jejich hierarchie nemají v této hře jinak žádný význam. 
Ve hře čtyř hráčů hrají dva proti sobě sedící hráči spolu, navzájem si pomáhají (ale nesmějí si radit, naznačovat složení listu apod.), získané body se jim na konci sčítají.

## Průběh hry
Na začátku se každému hráči rozdají čtyři karty, zbytek balíčku se položí doprostřed rubem navrch.
První hráč vynese kartu libovolné hodnoty. Pokud chce protihráč získat zdvih, musí vynést kartu stejné hodnoty. Pokud kartu stejné hodnoty nemá, nebo ji vynést nechce, může vynést libovolnou kartu. Pokud nikdo první kartu nepotvrdí stejnou hodnotou a hra se vrátí opět k prvnímu hráči, kolo končí. Hráč, který jako poslední vynesl kartu původní hodnoty, získává zdvih pro sebe. 
Výjimku představuje sedma, kterou lze při výnosu nahradit kartu libovolné hodnoty. Rovněž s ní první hráč může pokračovat ve zdvihu.
Na začátku každého dalšího zdvihu začíná vítěz předchozího zdvihu. Hráči si popořadě doberou karty z balíčku uprostřed tak, aby měl každý opět čtyři karty. Pokud už v balíčku není dostatek karet, doberou si tak, aby jich měli všichni stejně.  
Karty, získané ve zdvihu, si hráč ukládá rubovou stranou před sebe. Na konci hry se spočítají bodované karty, které každý hráč získal v jednotlivých zdvizích pro sebe. Bodovanými kartami jsou desítky a esa, ostatní karty žádnou bodovou hodnotu nemají (ani sedmy). Deset bodů navíc si přičte hráč, který získal poslední zdvih. Maximálně lze tedy získat 90 bodů. Hráč, nebo dvojice hráčů, která získala více bodů, ve hře vítězí.

## Bodování hry
Hraje se na předem dohodnutý počet bodů za vyhrané hry (obvykle do 10 bodů), přičemž za výhru je 1 bod. Pokud však poražený pár nezíská žádné body, pak se za vítězství přidělují 2 body. A pokud nezíská žádné karty (tedy ani nebodované – tzv. skončí s prázdnou), obdrží vítězný pár 3 body.

### Spálená hra
Pokud některý hráč dobere do ruky karty tak, že drží zároveň čtyři karty stejné hodnoty, hra se označuje jako spálená, okamžitě končí a vítězí hráč, který čtyři karty nasbíral (při hře ve třech nebo ve čtyřech s ním pochopitelně vítězí i jeho spoluhráč). Za spálení hry hráč získává 4 body.
Hra může být spálena také postupným odkládáním karet – pokud hráč vynese první kartu a ostatní hráči na ni bezprostředně po sobě vynesou zbývající tři karty stejné hodnoty. V tomto případě hru získává hráč, který vynesl poslední kartu, za hru se však získává pouze 1 bod. Hra není spálená, pokud čtyři karty stejné hodnoty nenásledují bezprostředně (např. zdvih eso – eso – sedma – sedma – eso – eso) nebo pokud tyto čtyři karty nejsou neseny ve zdvihu jako první (např. zdvih eso – eso – sedma – sedma – sedma – sedma). Hru nelze tímto způsobem spálit ve variantě se třemi hráči.

## Další pravidla
Ten, kdo prohrál předchozí hru, zamíchá karty pro další hru a rozdá všem hráčům 4 karty. Začíná ten, kdo poslední hru vyhrál (případně celé naopak).
Na začátku každé hry (kromě první) má vynášející hráč právo předat své karty svému spoluhráči, ten mu za ně dá své. Jakékoli domluvy mezi spoluhráči jsou po celou dobu hry zakázané.
Jestliže dva hráči po sobě vynesou kartu stejné hodnoty a pokud ji další hráč v pořadí má také, musí ji vynést (tzv. povinnost). Toto pravidlo platí pouze v rámci jednoho kola – vynášející, ani hráč hrající po něm, tedy tuto povinnost nemají.